# Перцова, Наталья Николаевна
Ната́лья Никола́евна Перцо́ва (урождённая Моисеева; 19 марта 1945 — 25 октября 2015, Москва) — советский и российский лингвист, литературовед. Специалист по творчеству Велимира Хлебникова.

## Биография
Наталья Моисеева родилась 19 марта 1945 года.
Окончила Московский государственный институт иностранных языков имени Мориса Тореза по специальности «Структурная, прикладная и математическая лингвистика».
С 1976 года работала в Московском государственном университете имени М. В. Ломоносова.
В 1977 году в совете при Московском государственном университете имени М. В. Ломоносова защитила диссертацию на соискание учёной степени кандидата филологических наук на тему «К проблеме моделирования понимания текста».
Ведущий научный сотрудник лаборатории автоматизированных лексикографических систем Научно-исследовательского вычислительного центра Московского государственного университета имени М. В. Ломоносова (с 1979).
В 2000 году в совете при Институте русского языка имени В. В. Виноградова РАН защитила диссертацию на соискание учёной степени доктора филологических наук на тему «Словотворчество и связанные с ним проблемы идиостиля Велимира Хлебникова».
Перевела с английского языка несколько книг и статей по лингвистике для издательства «Прогресс» (преимущественно в серии «Новое в зарубежной лингвистике»). В 1970-х годах написала несколько сотен рефератов и обзоров работ по автоматической обработке текста и искусственному интеллекту для реферативных журналов «Информатика» и «Экспресс-информация» и журнала «Научно-техническая информация».
В 1970-х — 1980-х годах была научным руководителем ряда хоздоговоров (с ВЦ СО АН СССР, ВНТИЦентром и другими организациями), посвященных разработке систем искусственного интеллекта и автоматической обработки текстов.
Фулбрайтовский исследователь.
Член программного комитета Х Международных Хлебниковских чтений «Творчество В. Хлебникова и русская литература XX века: поэтика, текстология, традиции» (Астрахань, 3—5 сентября 2008 года).
Умерла 25 октября 2015 года. Похоронена на Ваганьковском кладбище рядом с родителями и дочерью.

### Семья и родственные связи
- Отец — Николай Дмитриевич Моисеев (1902—1955), астроном, механик, историк науки.
- Дочь — Анна Валерьевна Рафаева (1967—2019), филолог, кандидат филологических наук[источник не указан 1546 дней].
- Муж (с 1971) — Николай Викторович Перцов (род. 1944), лингвист, литературовед[5].
- Свёкор — Виктор Осипович Перцов (1898—1980), литературовед, литературный критик.

## Научная деятельность
В сферу научных интересов входили компьютерная семантика и словообразование современного русского языка и творчество Велимира Хлебникова.
Под руководством Натальи Перцовой были разработаны: компьютерная модель словообразования и словотворчества — автоматизированная лексикографическая система РУСЛО, специализированная лингвистическая система управления базами данных «Тезаурус»; создана экспериментальная компьютерная система автоматического анализа и синтеза производных и сложных слов русского языка.
С 1990-х годов до смерти в 2015 году занималась языком литературы русского авангарда, в частности словотворчеством Велимира Хлебникова; руководила группой лингвистов.

## Преподавательская деятельность и деятельность в сфере образования
В 1982—1988 годах читала на факультете вычислительной математики и кибернетики Московского государственного университета имени М. В. Ломоносова спецкурсы по введению в языкознание, по семантическим моделям, аспектам искусственного интеллекта и др.
В 1992—1994 годах вела в Российском государственном гуманитарном университете спецкурсы по автоматической обработке естественного языка.
С 1999 года в качестве доцента (по совместительству) Московского государственного лингвистического университета читала спецкурсы по лексической семантике, теории перевода и основной курс «Введение в языкознание».
Читала лекции в университетах США, Германии, Нидерландов, Франции и Австрии.
В 1988 году опубликовала учебное пособие «Формализация толкования слова».

## Награды и звания
- Заслуженный научный сотрудник МГУ[1]
- Международная отметина имени отца русского футуризма Давида Бурлюка[7]